# Neodaruma tamanukii
Neodaruma tamanukii är en fjärilsart som beskrevs av Matsumura 1933. Neodaruma tamanukii ingår i släktet Neodaruma och familjen sikelvingar. Inga underarter finns listade i Catalogue of Life.